# کریستین برونر
کریستین برونر (انگلیسی: Christian Brunner؛ زادهٔ ۲ آوریل ۱۹۵۳) دوچرخه‌سوار اهل سوئیس است.
وی در بازی‌های المپیک تابستانی ۱۹۷۲ شرکت کرده است.